# Ilona Elek
Ilona Elek-Schacherer (Budapest, 17 maggio 1907 – Budapest, 24 luglio 1988) è stata una schermitrice ungherese, due volte campionessa olimpica e sei volte campionessa del mondo. È stata la prima donna ungherese vincitrice di una medaglia d'oro alle Olimpiadi. Suo fratello Elek Margit fu uno schermidore campione del mondo.

## Carriera sportiva
Giochi olimpici
Ilona Elek gareggiò ai suoi primi Giochi Olimpici a Berlino nel 1936 e vinse la medaglia d'oro nel fioretto.

A Londra nel 1948, la Elek si confermò medaglia d'oro dopo dodici anni. Fu una delle due sole campionesse olimpiche a compiere questa impresa.

Ilona gareggiò ai suoi ultimi Giochi a Helsinki nel 1952. Nonostante avesse 45 anni vinse tutti gli incontri, dal primo turno alla finale, venendo sconfitta dall'italiana Irene Camber nel barrage per la medaglia d'oro. 
Ilona Elek ha vinto anche sei titoli mondiali: 
- individuale: 1951;
- a squadre: 1937, 1952, 1953, 1954 e 1955.